# Навалагамелья
Навалагамелья (ісп. Navalagamella) — муніципалітет в Іспанії, у складі автономної спільноти Мадрид. Населення — 2383 особи (2010).
Муніципалітет розташований на відстані близько 36 км на захід від Мадрида.
На території муніципалітету розташовані такі населені пункти: (дані про населення за 2010 рік)
- Навалагамелья: 2281 особа
- Лос-Барранкос: 2 особи
- Серро-Аларкон: 100 осіб

## Демографія
Динаміка населення (INE ):

## Галерея зображень

Розташування муніципалітету у автономній спільноті Мадрид
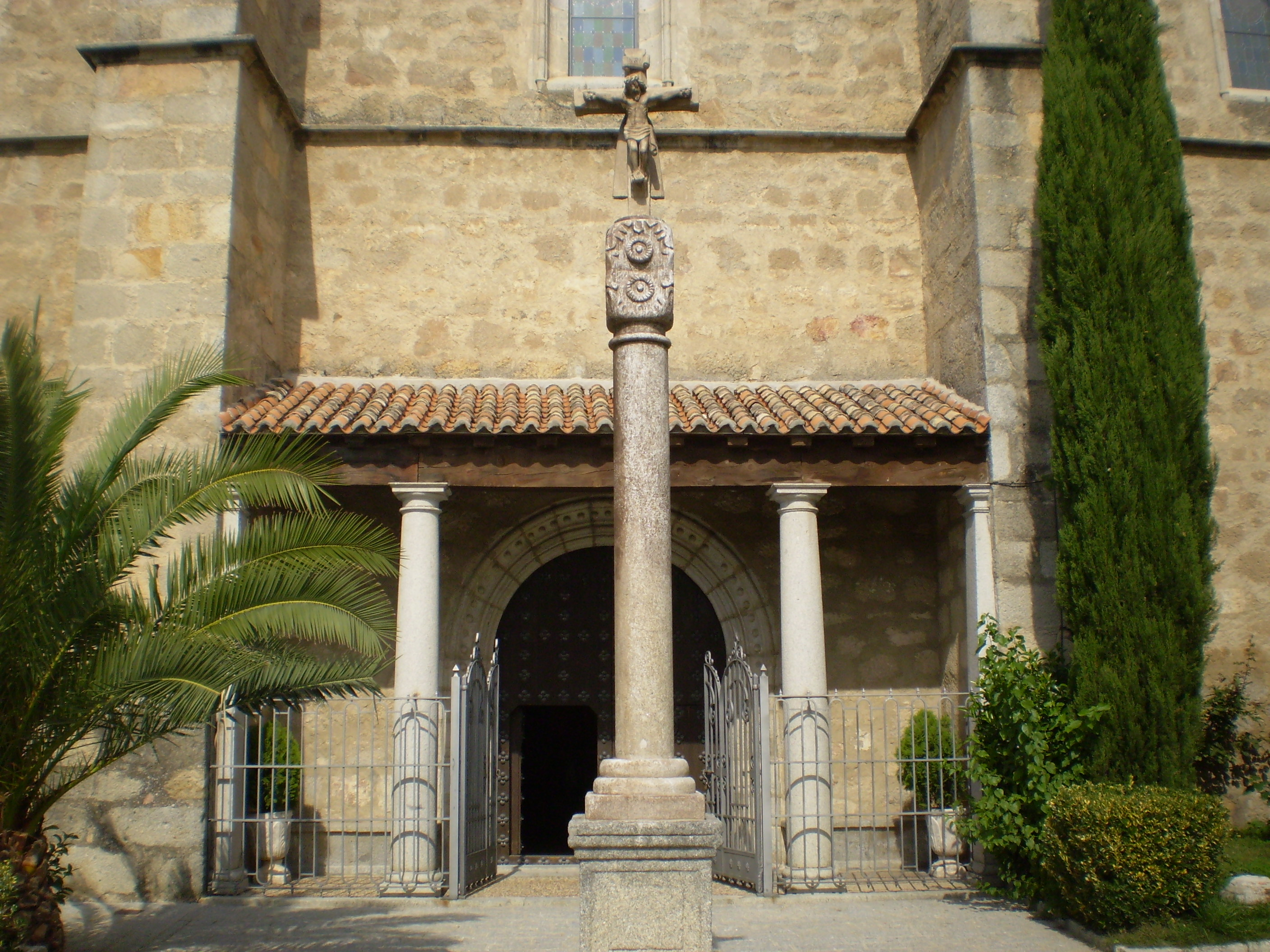
Церква Нуестра-Сеньйора-де-ла-Естрелья у Навалагамельї